# Municipio de Radovljica
Radovljica es un municipio de Eslovenia, situado en el noroeste del país. Su capital es Radovljica.
En 2018 tiene 18 872 habitantes.
Se ubica en un valle junto a las montañas Karavanke, muy cerca de la frontera con Austria, pero el municipio no es fronterizo.

## Localidades
El municipio comprende las localidades de:
- Begunje na Gorenjskem
- Brda
- Brezje
- Brezovica
- Češnjica pri Kropi
- Črnivec
- Dobravica
- Dobro Polje
- Dvorska Vas
- Globoko
- Gorica
- Hlebce
- Hraše
- Kamna Gorica
- Kropa
- Lancovo
- Lesce
- Lipnica
- Ljubno
- Mišače
- Mlaka
- Mošnje
- Noše
- Nova Vas pri Lescah
- Otoče
- Ovsiše
- Peračica
- Podnart
- Poljče
- Poljšica pri Podnartu
- Posavec
- Praproše
- Prezrenje
- Radovljica (la capital)
- Ravnica
- Rovte
- Slatna
- Spodnja Dobrava
- Spodnja Lipnica
- Spodnji Otok
- Srednja Dobrava
- Srednja Vas
- Studenčice
- Vošče
- Vrbnje
- Zadnja Vas
- Zaloše
- Zapuže
- Zgornja Dobrava
- Zgornja Lipnica
- Zgornji Otok
- Zgoša